# 烏克蘭—前進！
烏克蘭—前進！(romanized: Ukrajina – Vpered!)，正式名稱是纳塔利娅·科罗廖夫斯卡“乌克兰—前进！”(Партію Наталії Королевської "Україна - Вперед!") 。該黨是在1998年由烏克蘭社會民主黨（烏克蘭語：Соціал-демократичної партії України）與人權黨（烏克蘭語：Партії прав людини）合併而成的烏克蘭政黨。該黨在1998年—2012年稱為烏克蘭社會民主黨。第一位領導人 瓦西里·奥诺片科 (Vasyl Onopenko) 在1998年總統大選中的得票率為0.47%。前黨主席Yevhen Korniychuk曾擔任烏克蘭首席副司法部長。
烏克蘭社會民主黨在2002年議會選舉、2006年議會選舉與2007年議會選舉都屬於季莫申科聯盟，2007年該聯盟拿下議會450席中的156席。

## 外部連結
- 官方網站